# Ryszard Karski
Ryszard Piotr Karski (ur. 16 maja 1926 w Borku – obecnie część Jedlicz, zm. 13 stycznia 2019 w Skolimowie) – polski doktor nauk ekonomicznych, urzędnik państwowy i dyplomata. Minister handlu zagranicznego i gospodarki morskiej (1980–1981) oraz minister handlu zagranicznego (1981), ambasador PRL w Austrii i w Niemczech Zachodnich.

## Życiorys
Urodził się w rodzinie chłopskiej jako syn Romana i Heleny. Ukończył Wyższe Studium Nauk Społeczno-Gospodarczych w Katowicach (1949), Politechnikę Warszawską (1956) i Akademię Handlową w Krakowie (1960); w 1976 otrzymał w Szkole Głównej Planowania i Statystyki w Warszawie, stopień doktora nauk ekonomicznych za pracę pt. „Wymiana handlowa Austrii z europejskimi krajami socjalistycznymi (RWPG)”.
W okresie 1949–1957 pracował na stanowiskach kierowniczych w resorcie przemysłu chemicznego, równocześnie był asystentem na Wydziale Inżynieryjno-Ekonomicznym Politechniki Warszawskiej. Od 1957 pełnił kierownicze stanowiska w resorcie handlu zagranicznego, m.in. pracownika i zastępcy dyrektora Centrali Handlu Zagranicznego „Ciech” (1957–1962), zastępcy przedstawiciela handlowego PRL we Frankfurcie nad Menem (1962–1967) oraz dyrektora departamentu planowania w Ministerstwie Handlu Zagranicznego (1967–1969), równocześnie wykładowcy w Szkole Głównej Planowania i Statystyki w Warszawie. W okresie od lipca 1969 do kwietnia 1973 był podsekretarzem stanu w tym ministerstwie, a od kwietnia 1973 do lipca 1978 ambasadorem PRL w Austrii. Po powrocie z placówki od lipca 1978 do lutego 1980 był podsekretarzem stanu i I zastępcą ministra w Ministerstwie Handlu Zagranicznego i Gospodarki Morskiej. Od 29 grudnia 1979 do 18 lutego 1980 był kierownikiem, od 18 lutego 1980 do 3 lipca 1981 ministrem handlu zagranicznego i gospodarki morskiej, a od 10 lipca 1981 do 31 października 1981 ministrem handlu zagranicznego. W okresie kwiecień 1982 do sierpnia 1987 pełnił funkcję prezesa Polskiej Izby Handlu Zagranicznego, a od 10 sierpnia 1987 do 24 sierpnia 1990 był ambasadorem PRL/RP w Niemczech Zachodnich. W latach 1986–1987 członek Prezydium Rady Społeczno-Gospodarczej przy Sejmie PRL. Pochowany został na cmentarzu parafialnym w Skolimowie.
Należał do Polskiej Zjednoczonej Partii Robotniczej od 1959 do 1990, a od lutego 1980 do lipca 1981 był zastępcą członka Komitetu Centralnego PZPR. Był także członkiem Rady Redakcyjnej organu teoretycznego i politycznego KC PZPR Nowe Drogi.
Otrzymał m.in.:
- Krzyż Komandorski i Kawalerski Orderu Odrodzenia Polski,
- Order Sztandaru Pracy II klasy,
- Srebrny Krzyż Zasługi (1952)[6],
- Medal 10-lecia Polski Ludowej (1955)[7].